# Sporting Charleroi in het seizoen 1999/00
Dit artikel beschrijft de prestaties van de Belgische voetbalclub Sporting Charleroi in het seizoen 1999–2000.

## Gebeurtenissen

### Voorzitterswissel
Eind december 1999 zette de toen 56-jarige voorzitter Jean-Paul Spaute een stap opzij. De oud-speler van Sporting Charleroi was in 1982 voorzitter geworden van de Henegouwse club. In de jaren 1990 belandde hij met de club in financiële moeilijkheden en werd Sporting Charleroi erg afhankelijk van de financiële steun van het stadsbestuur. Het werd een woelige periode voor de club. Spaute zelf kwam op de proppen met de Servisch-Amerikaanse zakenman Milan Mandarić als kandidaat-overnemer, terwijl het stadsbestuur van Charleroi de Iraanse zakenman Abbas Bayat naar voren schoof als nieuwe sterke man. In afwachting van een definitieve overname werd de club geleid door interim-voorzitter Luc Frère.
In maart 2000 namen Enzo Scifo, die toen nog als speler onder contract lag bij RSC Anderlecht, en diens entourage de club over. Scifo werd meerderheidsaandeelhouder van Charleroi en installeerde zijn advocaat en rechterhand Pol Massart als interim-voorzitter met het idee om hem na zijn spelerscarrière, die hij bij Charleroi zou afsluiten, op te volgen. Sportjournalist Lucien Gallinella, met wie Scifo goed bevriend was, werd benoemd als manager van de club. Na afloop van het seizoen kreeg Bayat met zijn bedrijf Chaudfontaine de meerderheid van de aandelen in handen, waarna hij ook de nieuwe voorzitter van de club werd.

### Trainerswissel

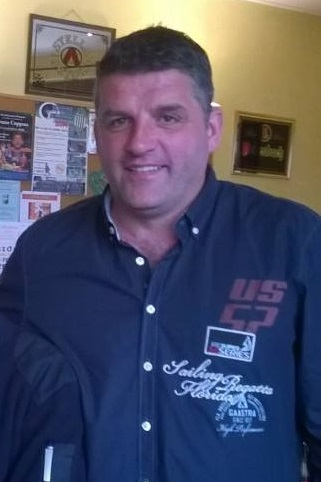
Philippe Albert keerde in 1999 terug naar Charleroi.

In augustus 1999 volgde Robert Waseige gewezen Charleroi-trainer Georges Leekens op als bondscoach van de Rode Duivels. Charleroi haalde vervolgens Luka Peruzović terug als hoofdcoach. De Kroaat werd op 7 december 1999 ontslagen omwille van de slechte resultaten. De club verkeerde op dat ogenblik in financiële moeilijkheden en was ook op zoek naar een overnemer. In afwachting van een nieuwe hoofdcoach werd clubicoon en sportief directeur Raymond Mommens aan het hoofd van de technische staf geplaatst. In maart 2000 greep Enzo Scifo de macht binnen de club. Scifo, die toen nog als speler onder contract lag bij Anderlecht, stelde vervolgens Manu Ferrera, een toenmalig jeugdtrainer van Anderlecht, aan als de nieuwe hoofdcoach van Charleroi.

### Transfers
In de zomer van 1999 liet Charleroi meer dan vijftien spelers vertrekken, waaronder de Belgen Daniel Van Buyten, Laurent Wuillot, Olivier Renard en Frédéric Peiremans. In ruil haalde het bestuur oud-speler Philippe Albert terug naar Mambourg. Bij Standard Luik werd middenvelder Dimitri De Condé weggeplukt. Verder haalde Charleroi ook verscheidene buitenlanders, waaronder de Kroatische international Marjan Mrmić. Hij volgde Franky Frans op als eerste doelman. Vanaf eind oktober 1999 liet de 34-jarige Mrmić zich niet meer zien in Charleroi. Om het onverwachte vertrek op te vangen, trok de club in de winter doelman Ištvan Dudaš aan.

### Competitie
Peruzović tekende een contract voor twee seizoenen bij de Zebra's, maar werd nog voor de winterstop ontslagen. Onder zijn leiding veroverde Charleroi slechts zeventien punten uit zestien wedstrijden. Raymond Mommens werd vervolgens voor het eerst in zijn carrière benoemd tot hoofdcoach van de A-kern. Ook onder zijn leiding maakte Charleroi geen goeie indruk. Mommens begon zijn trainersloopbaan met zware nederlagen tegen RSC Anderlecht (3–0), KRC Harelbeke (4–1) en KV Mechelen (1–4). De club veroverde onder zijn trainerschap vier punten in tien wedstrijden en zakte zo van de twaalfde naar de zestiende plaats in het klassement. Op 16 maart 2000 werd hij vervangen door Manu Ferrera.
Onder de Spaanse Belg veroverden de Zebra's in de laatste zeven wedstrijden tien punten. Door op de voorlaatste speeldag met 0–3 te winnen van Eendracht Aalst slaagde Charleroi er in extremis om uit de degradatiezone te blijven. De Zebra's sloten het seizoen af op de zestiende plaats.

### Beker van België
In de Beker van België werd Charleroi voor het tweede seizoen op rij in de eerste ronde uitgeschakeld door Eendracht Aalst (2–6).

## Spelerskern
| Naam                  | Nationaliteit      | Geboortedatum | Vorige club                   |
| --------------------- | ------------------ | ------------- | ----------------------------- |
| Keepers               |                    |               |                               |
| Marijan Mrmić         | Kroatië            | 06-05-1965    | NK Varaždin (1998–1999)       |
| Jean-François Lecomte | België             | 17-11-1968    | Sint-Truidense VV (1997–1999) |
| Ištvan Dudaš          | Joegoslavië        | 02-08-1973    | Lleida Esportiu (1999)        |
| Medo Sušić            | Kroatië            | 26-09-1979    | /                             |
| Verdedigers           |                    |               |                               |
| Philippe Albert       | België             | 10-08-1967    | Fulham FC (1999)              |
| Roch Gérard           | België             | 04-01-1972    | /                             |
| Nikola Jerkan         | Kroatië            | 08-12-1964    | Nottingham Forest (1998–1999) |
| Enzo Biondo           | België             | 04-11-1979    | /                             |
| Frank Defays          | België             | 23-02-1974    | UR Namur (1992–1999)          |
| Bertin Tokéné         | Kameroen           | 10-05-1975    | Unisport Bafang (1996–1997)   |
| Mahamoudou Keré       | Burkina Faso       | 02-01-1982    | Santos FC (1997–1998)         |
| Tomasz Romaniuk       | Polen              | 08-04-1974    | Concordia PT (1998–1999)      |
| Serge Eputa Asembwa   | Congo-Kinsh.       | 04-02-1980    | /                             |
| Johan Lissens         | België             | 26-06-1981    | /                             |
| Middenvelders         |                    |               |                               |
| Serhij Omeljanovitsj  | Oekraïne           | 13-08-1977    | Zorja Loehansk (1994)         |
| Grégory Ghislain      | België             | 15-04-1980    | /                             |
| Alassane Ouedraogo    | Burkina Faso       | 07-09-1980    | /                             |
| Sandro Marcelo Sousa  | Brazilië           | 15-11-1978    | RC Strasbourg (1998)          |
| Zoran Cilinšek        | Joegoslavië        | 20-03-1976    | FK Vojvodina (1995–1999)      |
| Aziz Rabbah           | Frankrijk          | 10-09-1976    | RC Strasbourg (1995–1998)     |
| Dimitri De Condé      | België             | 07-01-1975    | Standard Luik (1995–1999)     |
| Christian Negouai     | Frankrijk          | 20-01-1978    | UR Namur (1998–1999)          |
| Grégory Dufer         | België             | 19-12-1981    | /                             |
| Aanvallers            |                    |               |                               |
| Dante Brogno          | België             | 02-05-1966    | RA Marchiennoise (1984–1986)  |
| Alexandros Kaklamanos | Griekenland        | 20-05-1974    | Panelefsiniakos (1998–1999)   |
| Sergio Rojas          | Argentinië         | 22-11-1973    | Douglas Haig (1998–1999)      |
| Luciano Djim          | Centr.-Afrik. Rep. | 03-08-1978    | /                             |
| Slaven Lalic          | Kroatië            | 29-07-1980    | Dinamo Zagreb (1998–1999)     |
| Hari Vukas            | Kroatië            | 06-10-1972    | Cibalia Vinkovci (1999)       |
| Fabio da Silva        | Brazilië           | 25-05-1979    | Wuustwezel FC (1998–1999)     |
| Yannick Anciaux       | België             | 11-09-1979    | /                             |

- = aanvoerder
- Sandro Marcelo Sousa veranderde zijn achternaam later in Souza en zijn geboortejaar in 1977.[12]

### Technische staf
| Functie         | Naam            | Nationaliteit   | Opmerking                              |
| --------------- | --------------- | --------------- | -------------------------------------- |
| Coach           | Manu Ferrera    | België          | Vanaf 16 maart 2000.                   |
| Coach           | Raymond Mommens | België          | Van 9 december 1999 tot 16 maart 2000. |
| Coach           | Luka Peruzović  | Kroatië         | Ontslagen op 7 december 1999.          |
| Assistent-coach | Mario Notaro    | België / Italië |                                        |
| Keeperstrainer  | István Gulyás   | Hongarije       |                                        |

## Uitrustingen
Shirtsponsor(s): Euro Trafic / Pall Mall / Watco / Eurest

Sportmerk: Umbro
| Thuis | Thuis | Uit | Doelman | Doelman |

## Transfers

### Zomer
| Naam                     | Nationaliteit  | Van / Naar                     | Type     |
| ------------------------ | -------------- | ------------------------------ | -------- |
| Inkomend                 |                |                                |          |
| Philippe Albert          | België         | Newcastle United               | Gekocht  |
| Zoran Cilinšek           | Joegoslavië    | FK Vojvodina                   | Gekocht  |
| Dimitri De Condé         | België         | Standard Luik                  | Gekocht  |
| Frank Defays             | België         | UR Namur                       | Gekocht  |
| Nikola Jerkan            | Kroatië        | Nottingham Forest              | Gekocht  |
| Alexandros Kaklamanos    | Griekenland    | Panelefsiniakos                | Gekocht  |
| Slaven Lalic             | Kroatië        | Dinamo Zagreb                  | Gekocht  |
| Jean-François Lecomte    | België         | Sint-Truidense VV              | Gekocht  |
| Marjan Mrmić             | Kroatië        | NK Varaždin                    | Gekocht  |
| Fabio da Silva           | Brazilië       | Wuustwezel FC                  | Gekocht  |
| Christian Negouai        | Frankrijk      | UR Namur                       | Gekocht  |
| Tomasz Romaniuk          | Polen          | Concordia Piotrków Trybunalski | Gekocht  |
| Sergio Rojas             | Argentinië     | Douglas Haig                   | Gekocht  |
| Uitgaand                 |                |                                |          |
| Daniel Van Buyten        | België         | Standard Luik                  | Verkocht |
| Laurent Wuillot          | België         | Standard Luik                  | Verkocht |
| Alexandre Teklak         | België         | Excelsior Moeskroen            | Verkocht |
| Frédéric Peiremans       | België         | FC Twente                      | Verkocht |
| Samuel Remy              | België         | AFC Tubize                     | Verkocht |
| Christophe Vanden Bergh  | België         | Tilleur FC                     | Verkocht |
| Maurice van Ham          | Nederland      | FC Wiltz 71                    | Verkocht |
| Jacky Ullrich            | Frankrijk      | Vorwärts Steyr                 | Verkocht |
| Olivier Renard           | België         | Udinese                        | Verkocht |
| Franky Frans             | België         | KVC Westerlo                   | Verkocht |
| Mario Fasano             | België         | AFC Tubize                     | Verkocht |
| Carlo Camilleri          | België         | Mansfield Town                 | Verkocht |
| Róbert Jován             | Hongarije      | AC Kajaani                     | Verkocht |
| Adama Gueye              | Senegal        | Antalyaspor                    | Verkocht |
| Amadou Mané              | Senegal        | Amiens SC                      | Verkocht |
| Geoffroy N'Goran Kouassi | Ivoorkust      | KVK Tienen                     | Verkocht |
| Maxime Detraux           | België         | niet bekend                    | Verkocht |
| Dandou Selenge Kibonge   | Congo-Kinshasa | niet bekend                    | Verkocht |
| Adem Birinci             | Turkije        | niet bekend                    | Verkocht |

### Winter
| Naam          | Nationaliteit | Van / Naar       | Type               |
| ------------- | ------------- | ---------------- | ------------------ |
| Inkomend      |               |                  |                    |
| Hari Vukas    | Kroatië       | Cibalia Vinkovci | Gekocht            |
| Ištvan Dudaš  | Joegoslavië   | Lleida Esportiu  | Gekocht            |
| Uitgaand      |               |                  |                    |
| Marijan Mrmić | Kroatië       |                  | Contract verbroken |

## Eerste klasse

### Klassement
|             |    |                     | GW | W  | G  | V  | DV | DT | DS  | Ptn |
| ----------- | -- | ------------------- | -- | -- | -- | -- | -- | -- | --- | --- |
| K (CL)      | 1  | RSC Anderlecht      | 34 | 22 | 9  | 3  | 86 | 36 | +50 | 75  |
| (UEFA)      | 2  | Club Brugge         | 34 | 21 | 4  | 9  | 70 | 32 | +38 | 67  |
| (UEFA)      | 3  | AA Gent             | 34 | 20 | 3  | 11 | 78 | 54 | +24 | 63  |
|             | 4  | Excelsior Moeskroen | 34 | 16 | 9  | 9  | 67 | 45 | +22 | 57  |
|             | 5  | Standard Luik       | 34 | 18 | 2  | 14 | 66 | 52 | +14 | 56  |
|             | 6  | KVC Westerlo        | 34 | 16 | 8  | 10 | 73 | 66 | +7  | 56  |
|             | 7  | Germinal Beerschot  | 34 | 16 | 7  | 11 | 56 | 45 | +11 | 55  |
| (beker)     | 8  | KRC Genk            | 34 | 16 | 6  | 12 | 63 | 59 | +4  | 54  |
| (fair play) | 9  | Lierse SK           | 34 | 15 | 7  | 12 | 65 | 47 | +18 | 52  |
|             | 10 | KSC Lokeren         | 34 | 12 | 11 | 11 | 56 | 58 | -2  | 47  |
|             | 11 | KV Mechelen         | 34 | 12 | 5  | 17 | 47 | 77 | -30 | 41  |
|             | 12 | Eendracht Aalst     | 34 | 11 | 4  | 19 | 53 | 72 | -19 | 37  |
|             | 13 | Sint-Truidense VV   | 34 | 10 | 7  | 17 | 41 | 65 | -24 | 37  |
|             | 14 | KRC Harelbeke       | 34 | 10 | 5  | 19 | 56 | 72 | -16 | 35  |
|             | 15 | KSK Beveren         | 34 | 9  | 8  | 17 | 51 | 69 | -18 | 35  |
|             | 16 | Sporting Charleroi  | 34 | 7  | 10 | 17 | 42 | 62 | -20 | 31  |
|             | 17 | Verbroedering Geel  | 34 | 5  | 13 | 16 | 32 | 60 | -28 | 28  |
|             | 18 | Lommel SK           | 34 | 5  | 12 | 17 | 35 | 66 | -31 | 27  |